# Advent
Advent – wieś w Anglii, w Kornwalii. Leży 82 km na północny wschód od miasta Penzance i 334 km na zachód od Londynu. Miejscowość liczy 153 mieszkańców.